# 福田靖
福田 靖（ふくだ やすし、1962年 - ）は、日本の脚本家。株式会社CRG所属。山口県徳山市（現・周南市）出身。

## 来歴

### 生い立ち
山口県立徳山高等学校を卒業後、上京し明治学院大学文学部仏文学科に進学した。その後、大学を中退し、劇団の主宰を経て、脚本家としてデビューした。

### 脚本家として
全国朝日放送と共同テレビジョンが製作した『BLACK OUT』にて、脚本家としてのデビューを果たす。以降はテレビドラマの脚本を中心に活動しており、群像劇を多く手掛けている。
2002年、『ウエディングプランナー SWEETデリバリー』にて、初めて連続ドラマの脚本を単独で執筆した。また、2010年の大河ドラマに起用され、『龍馬伝』の脚本を手がけた。さらに、2018年の朝の連続テレビ小説に起用され、『まんぷく』の脚本を手がけた。賞歴としては、ザテレビジョンドラマアカデミー賞の脚本賞などを受賞している。
また、落合正幸とともに執筆した『催眠』を皮切りに、映画の脚本も手掛けている。『ホワイトアウト』では脚本協力としてクレジットされ、『陰陽師』では夢枕獏、江良至とともに脚本を執筆した。2004年の『海猿 ウミザル』にて、初めて映画における単独での脚本執筆を果たす。
インターネットドラマの脚本も手掛けており、2017年から配信された『チェイス 第1章』では単独で脚本を執筆したが、オリジナルのフィクション作品と称していた同作の内容が、足利事件をはじめとする一連の幼女殺害事件を追った清水潔のノンフィクション作品に酷似していたことが発覚した
。台詞をはじめ数多くの類似点が見つかるとともに、一連の幼女殺害事件の遺族らに全く取材せずに脚本を執筆していたことが明るみに出た。その結果、被害者や遺族を蔑ろにしていると問題視され、同番組は最終話の配信を中止する事態に追い込まれた。

## 人物
口述筆記
脚本づくりにあたっては、自ら手書きしたりタイピングしたりするのではなく、口述筆記するスタイルを採っている。所属事務所の公式ウェブサイトによれば「登場人物の台詞や動きを“口頭”で表現し、それをアシスタントにタイプさせる」としており「パソコン画面へ向き合う時間はそう長くない」という。
オリジナル作品の取材と脚本
日本では漫画などを原作とするテレビドラマが多数制作されているが、その風潮に疑問を感じており、オリジナル作品の脚本執筆を重視している。
その理由として、原作が存在するドラマの場合、脚本執筆時の取材作業が軽減されるが、安易にそれに頼るようになると脚本家の質が低下すると懸念しているためである。漫画原作付きのドラマに対して「取材はすべて漫画家さんがやっているわけです。脚本家はそれをやらずに書けます。もちろんこれを否定するわけではありません」としながらも「作品としては成功するかもしれませんけど、こればかりになったら、テーマは見つけられない、取材もできない、オリジナリティがないといった、レベルが低い脚本家ばかりになってしまうのではないか」と指摘している。そのうえで「エンタテインメントでありながら、説教くさくない程度に社会に対する意義らしきものがある。そういうものを、取材してオリジナルで作っていきたい」との抱負を語るなど、自ら取材して独自の脚本を執筆することに強い思い入れを持っているとしていた。一方で、脚本を手がけた『チェイス 第1章』では、一連の幼女殺害事件を取材した別のノンフィクション作品と内容が極めて似ており、台詞に至るまで多数の類似点があるにもかかわらず、オリジナルのフィクション作品だとして配信されていた。さらに同作では、一連の幼女殺害事件の遺族らに対して全く取材せずに脚本を執筆していたことも明らかになっている。
評価と受賞
2017年10月から同年12月まで放送された『先に生まれただけの僕』が評価され、翌年1月9日の第10回コンフィデンスアワード・ドラマ賞審査会にて脚本賞を授与されることが決定した。受賞に際して「僕はあまり賞には縁がないんです」と述べたうえで、同作でのキャストとスタッフが一体となって努力してきた点に言及し「賞をもらってこんなに嬉しいと思ったことはありません」とコメントしている。

## 略歴
- 1962年 - 山口県徳山市にて誕生[2]。
- 1995年 - 脚本家としてデビュー[1]。

## 賞歴
- 2001年 - 第11回TV LIFE年間ドラマ大賞脚本賞（『HERO』『救命病棟24時』）[25]
- 2005年 - 第44回ザテレビジョンドラマアカデミー賞 脚本賞（『救命病棟24時 第3シリーズ』）[26]
- 2008年 - 第55回ザテレビジョンドラマアカデミー賞 脚本賞（『ガリレオ』）[27]
- 2012年 - 第20回橋田賞
- 2018年 - 第10回コンフィデンスアワード・ドラマ賞脚本賞[28][29]

## 作品

### テレビドラマ
※は共同脚本
- BLACK OUT（1995年、テレビ朝日）※
- 炎の消防隊（1996年、テレビ朝日）※
- 外科医柊又三郎2（1996年、テレビ朝日）※
- 名探偵 保健室のオバさん（1997年、テレビ朝日）※
- 木曜の怪談'97『妖怪新聞』（1997年、フジテレビ）
- スウィートデビル（1998年、テレビ朝日）※
- 救命病棟24時シリーズ（1999年・2001年・2002年・2005年、フジテレビ）※（スペシャル2002・第3シリーズは単独）
- モナリザの微笑（2000年、フジテレビ）※
- 果つる底なき（2000年、フジテレビ）
- HERO（2001年・2006年・2014年、フジテレビ）※（特別編・第2シリーズは単独）
- ウエディングプランナー SWEETデリバリー（2002年、フジテレビ）初の連続ドラマ単独執筆
- 真夜中の雨（2002年、TBS）
- 特命係長 只野仁（2003年、テレビ朝日）※
- R.P.G.〜作られた家族の秘密〜（2003年、NHK）
- 太閤記 サルと呼ばれた男（2003年、フジテレビ）
- ワンダフルライフ（2004年、フジテレビ）
- トキオ 父への伝言（2004年、NHK）
- 徳川綱吉 イヌと呼ばれた男（2004年、フジテレビ）
- 海猿 UMIZARU EVOLUTION（2005年、フジテレビ）
- キッチン・ウォーズ（2006年、フジテレビ）
- ガリレオ（2007年・2008年・2013年、フジテレビ）※（ガリレオØ[エピソードゼロ]は単独）
- CHANGE（2008年、フジテレビ）
- 上海タイフーン（2008年、NHK）
- 龍馬伝（2010年、NHK）
- DOCTORS〜最強の名医〜（2011年・2013年・2015年・2018年・2021年・2023年、テレビ朝日）
- グッドパートナー 無敵の弁護士（2016年、テレビ朝日）[30]
- 先に生まれただけの僕（2017年、日本テレビ）原案・脚本
- まんぷく（2018年、NHK）[4]
- ケイジとケンジ〜所轄と地検の24時〜（2020年、テレビ朝日）
- 書けないッ!?〜脚本家 吉丸圭佑の筋書きのない生活〜（2021年、テレビ朝日）
- 未来への10カウント（2022年、テレビ朝日）
- オールドルーキー（2022年、TBS）
- ケイジとケンジ、時々ハンジ。（2023年、テレビ朝日）
- 春になったら（2024年、関西テレビ・フジテレビ）
- 大追跡〜警視庁SSBC強行犯係〜（2025年〈予定〉、テレビ朝日）

### インターネットドラマ
- チェイス 第1章（2017年、アマゾンジャパン）[5]
  - チェイス 第2章（2019年）

### 映画
- 催眠（1999年）落合正幸と共同
- ホワイトアウト（2000年）脚本協力
- 陰陽師（2001年）夢枕獏・江良至と共同
- 海猿 ウミザル（2004年）
  - LIMIT OF LOVE 海猿（2006年）
  - THE LAST MESSAGE 海猿（2010年）
  - BRAVE HEARTS 海猿（2012年）
- HERO（2007年）
  - HERO（2015年）
- 犯人に告ぐ（2007年）
- ガリレオシリーズ
  - 容疑者Xの献身（2008年）
  - 真夏の方程式（2013年）
  - 沈黙のパレード（2022年）
- 20世紀少年(第1章)（2008年）長崎尚志・浦沢直樹・渡辺雄介と共同

## 著作

### 単著
- 福田靖著『上海タイフーン』講談社、2008年。ISBN 9784062142618

### 共著、原作、など
- 福田靖・深沢正樹著、森川治ノベライゼーション『スウィートデビル』ジャパン・ミックス、1998年。ISBN 4883215318
- 福田靖ほか脚本、白崎博史ノベライズ『HERO』フジテレビ出版、2001年。ISBN 4594031099
- 福田靖ほか原作、白崎博史ノベライズ『HERO』フジテレビ出版、2002年。ISBN 4594036791
- 百瀬しのぶ著、佐藤秀峰原作『LIMIT OF LOVE 海猿』小学館、2006年。ISBN 4094080805
- 福田靖脚本、白崎博史ノベライズ『HERO 2006』扶桑社、2007年。ISBN 9784594054564
- 福田靖脚本、蒔田陽平ノベライズ『HERO』角川書店、2007年。ISBN 9784048738026
- 福田靖脚本、吉野美雨ノベライズ『CHANGE』マガジンハウス、2008年。ISBN 9784838718894
- 福田靖作、青木邦子ノベライズ『龍馬伝1』日本放送出版協会、2009年。ISBN 9784140055724
- 福田靖作、蒔田陽平文、志村貴子絵『龍馬伝1』角川書店、2010年。ISBN 9784046310880
- 福田靖作、青木邦子ノベライズ『龍馬伝2』日本放送出版協会、2010年。ISBN 9784140055731
- 福田靖作、蒔田陽平文、志村貴子絵『龍馬伝2』角川書店、2010年。ISBN 9784046311078
- 福田靖作、青木邦子ノベライズ『龍馬伝1-1』大活字、2010年。ISBN 9784860555887
- 福田靖作、青木邦子ノベライズ『龍馬伝1-2』大活字、2010年。ISBN 9784860555894
- 福田靖作、青木邦子ノベライズ『龍馬伝1-3』大活字、2010年。ISBN 9784860555900
- 百瀬しのぶ著、佐藤秀峰原作『ザ・ラストメッセージ海猿』小学館、2010年。ISBN 9784094085273
- 福田靖作、青木邦子ノベライズ『龍馬伝3』日本放送出版協会、2010年。ISBN 9784140055748
- 福田靖作、青木邦子ノベライズ『龍馬伝2-1』大活字、2010年。ISBN 9784860555948
- 福田靖作、青木邦子ノベライズ『龍馬伝2-2』大活字、2010年。ISBN 9784860555955
- 福田靖作、青木邦子ノベライズ『龍馬伝2-3』大活字、2010年。ISBN 9784860555962
- 橋口いくよ著、佐藤秀峰原作、福田靖脚本『ザ・ラストメッセージ海猿』小学館、2010年。ISBN 9784092306073
- 福田靖作、蒔田陽平文、志村貴子絵『龍馬伝3』角川書店、2010年。ISBN 9784046311177
- 福田靖作、青木邦子ノベライズ『龍馬伝3-1』大活字、2010年。ISBN 9784860556075
- 福田靖作、青木邦子ノベライズ『龍馬伝3-2』大活字、2010年。ISBN 9784860556082
- 福田靖作、青木邦子ノベライズ『龍馬伝3-3』大活字、2010年。ISBN 9784860556099
- 福田靖作、青木邦子ノベライズ『龍馬伝4』日本放送出版協会、2010年。ISBN 9784140055755
- 福田靖作、蒔田陽平文、志村貴子絵『龍馬伝4』角川書店、2010年。ISBN 9784046311306
- 福田靖作、青木邦子ノベライズ『龍馬伝4-1』大活字、2010年。ISBN 9784860556327
- 福田靖作、青木邦子ノベライズ『龍馬伝4-2』大活字、2010年。ISBN 9784860556334
- 福田靖作、青木邦子ノベライズ『龍馬伝4-3』大活字、2010年。ISBN 9784860556341
- 佐藤秀峰原作、小森陽一原案・取材、福田靖脚本、大石直紀著『ブレイブハーツ海猿』小学館、2012年。ISBN 9784094087314
- 福田靖脚本、町井登志夫ノベライズ『DOCTORS 最強の名医』朝日新聞出版、2013年。ISBN 9784022647115
- 福田靖脚本、蒔田陽平ノベライズ『HERO』扶桑社、2014年。ISBN 9784594071103
- 福田靖脚本、蒔田陽平ノベライズ『HERO』扶桑社、2015年。ISBN 9784594072988